# Prevítovi
Kniha Prevítovi patří mezi kratší díla oblíbeného britského spisovatele Roalda Dahla. Díky svižnému příběhu a snadnému jazyku je určená pro děti již od 7 let. Kniha vyšla v originále již v roce 1980, prvního vydání v českém jazyce se jí dostalo v roce 2004. Je doplněna zábavnými ilustracemi Quentina Blakea.

## Děj
Prevítovi jsou ti nejošklivější, nejprotivnější a nejzákeřnější starší manželé na světě. Jejich zevnějšek dokonale odráží ošklivost jejich duší. Příběhy hlavních hrdinů, pana a paní Prevítových, laskavého ptáčka Baculáčka a odvážného opičáka Hulahopa s rodinou jsou rozděleny celkem na 29 kratičkých kapitol.
První část knihy je věnována převážně popisům hlavních postav a naschválům, které si manželé navzájem provádějí. Paní Prevítová hodí své skleněné oko manželovi do půllitru, on jí na oplátku žábu do postele, načež mu jeho paní naservíruje místo špaget talíř žížal, což se on snaží pomstít tím, že paní Prevítovou přesvědčí o tom, že trpí vzácnou nemocí, scvrkavkou. Toho docílí tak, že nenápadně po drobných kousíčkách zvětšuje její oblíbenou židli i hůl. Je až k neuvěření, co jsou ti dva schopní vymyslet.
V druhé části se příběh věnuje hlavně zálibě pana Prevíta v lovu ptactva. Do hry vstoupí ptáček Baculáček, který se rozhodne ostatní ptáky varovat před tím, než mu sednou na lep a skončí v Prevítově nejoblíbenějším pokrmu, ptačím nákypu. Daří se mu to písničkou: „Lepivým lepidlem natřen je strom, sedneš si na větev, uvízneš v tom. Tak uleť pryč! Vysoko nad lípu! Anebo skončíš v ptačím nákypu."
Pan Prevít touží po tom, vlastnit první VELKÝ OBRÁCENÝ OPIČÍ CIRKUS na světě, a proto drží v zajetí čtyřčlennou opičí rodinu. Opice zažívají tvrdý trénink a rozhodnou se svým trýznitelům pomstít a získat zpět svobodu. Právě tomu se věnuje závěrečná, třetí část knihy. Jejich mise skončí úspěchem a opičkám se podaří utéct za pomoci ptáčka Baculáčka do Afriky. A jak dopadnou Prevítovi? Doopravdy chytí scvrkavu, a nakonec z nich nezbude nic víc než hromada starých hadrů, dva páry bot a hůl.

## Přijetí
David Savage na knize ocenil zdařilý humor a publikace. Ve své recenzi jí udělil plných pět bodů z pěti a zhodnotil ji takto: „Jedná se o zábavnou a záživnou knihu, jejíž výstřednost si čtenáři prostě zamilují."
Nadšená recenzentka pro portál The Guardian uvedla, že kniha nemá žádná slabá místa, a dodala: „Tato kniha je jedinečná, kdybych měla dost výtisků, rozdala bych ji celému městu!" 
Spisovatel George L. Thomas ocenil přitažlivost knihy a jejího ducha pro dobové i současné dětské čtenáře a vystihl její poselství těmito slovy: „Je to takový nadčasový příběh o laskavosti a o tom, že když jste oškliví uvnitř, budete stejně oškliví i navenek." 